# Soyux-111 - Terrore su Venere
Soyux-111 - Terrore su Venere (Der Schweigende Stern), riedito col titolo Il pianeta morto, è un film del 1960 diretto da Kurt Maetzig. 
Pellicola fantascientifica di produzione tedesco orientale-polacca, liberamente tratta dal romanzo Il pianeta morto (Astronauci) del celebre scrittore polacco di fantascienza Stanisław Lem che però non fu soddisfatto della trasposizione cinematografica e la disconobbe.

## Trama
Nel 1985, data di un prossimo futuro, la Terra è ormai un luogo pacifico dove le grandi potenze non sono più in conflitto tra loro, ma cooperano per lo sviluppo globale. Mentre è in progetto una prima missione verso il pianeta Marte da una base siberiana, viene scoperto nel deserto del Gobi un manufatto di chiara origine aliena, unico superstite dell'esplosione di Tunguska, in Siberia, avvenuta decenni prima. Dopo averlo studiato a fondo, gli scienziati stabiliscono che probabilmente esso dev'essere una specie di scatola nera di una navicella proveniente dal pianeta Venere. Viene così organizzata una spedizione a cui prende parte un equipaggio multietnico in rappresentanza dell'intero pianeta.
Quando la missione giunge in prossimità di Venere, viene tradotta una comunicazione aliena rinvenuta nel relitto precipitato sulla Terra: si tratta di un piano per sterminare la razza umana con un bombardamento di radiazioni per poi invadere il pianeta. L'equipaggio decide allora di esplorare Venere piuttosto che tornare subito sulla Terra. Una volta atterrati su Venere gli astronauti terrestri scoprono con sgomento che la civiltà venusiana che aveva creato la navicella è nel frattempo scomparsa a causa dei suoi conflitti, lasciando un pianeta deserto e pieno di mostruose creature. Dopo avere trovato un altro messaggio dove si narra la catastrofe venusiana, gli astronauti terrestri fanno ritorno verso casa portando con sé il terribile messaggio ammonitore proveniente da un'altra civiltà.

## Distribuzione
L'edizione per il mercato statunitense, curata da Hugo Fregonese, accorcia la pellicola di alcuni minuti portandola da 90 a 78 minuti. In Italia uscì nel 1972 con una durata di circa 77 minuti; in questa edizione vi è un falso anacronismo in quanto viene citato l'incontro tra Richard Nixon e Mao Tse-tung, avvenuto nel febbraio 1972, citazione apparentemente erronea in quanto il film venne girato nel 1960, ma corretta poiché ambientato nel 1985.
Il finale è inoltre del tutto diverso: mentre nell'originale gli astronauti tornano sulla Terra, nell'edizione italiana tali scene vengono sostituite dalla voce narrante della giornalista la quale annuncia l'inghiottimento della Soyux 111 nello spazio ed elencando i nomi dei personaggi del film più quelli di Vladimir Komarov, Vladislav Volkov, Viktor Patsaev, Georgij Dobrovolskiy, Edward White, Virgil Grissom e Roger Chaffee, tutti periti a causa di incidenti nelle navicelle spaziali in cui si trovavano. Venne ridistribuito qualche anno dopo con un'edizione curata da Luigi Cozzi col titolo Il pianeta morto, come il romanzo di Lem.
Il film è entrato nel pubblico dominio negli Stati Uniti.

## Accoglienza

### Critica
Fantafilm scrive «il film di Maetzig segna il primo episodio di una ideale space opera che proseguirà con I sette navigatori dello spazio, delineando l'indirizzo di una fantascienza più "matura" che insieme ad un messaggio pacifista definisce alcune regole di spettacolarità alle quali la stessa produzione americana mostrerà di aderire.»